# Igreja Católica em Serra Leoa
A Igreja Católica em Serra Leoa é parte da Igreja Católica universal, em comunhão com a liderança espiritual do Papa, em Roma, e da Santa Sé. Apesar de ser um país em que a maioria da população é muçulmana (78% professam essa fé), as relações entre as várias comunidades religiosas do país são consideradas boas. São comuns casamentos inter-religiosos e há muitas famílias com seguidores de diferentes religiões vivendo sob um mesmo teto. Ocorre o sincretismo religioso de muitos muçulmanos e cristãos com os cultos tradicionais africanos. Entre os cristãos, as igrejas protestantes em particular estão a viver um período de crescimento de membros. A Igreja Católica tem total liberdade em relação ao seu trabalho de evangelização e missionário.

## História
Após a exploração portuguesa da costa da região, por volta de 1462, seguiram-se diversas tentativas de evangelização dos timenés e outras tribos, mas que surtiram poucos efeitos. Depredações de piratas e o crescente comércio de escravos mantiveram os esforços missionários afastados nos séculos XVI e XVII. Em 1858, o Vicariato Apostólico de Serra Leoa foi separado do Vicariato das Duas Guinés e confiado à Sociedade das Missões Africanas. O próprio fundador da ordem, Melchior de Marion Brésillac, deu início à missão, mas pouco tempo depois veio a padecer de febre amarela, juntamente com seus quatro companheiros. Os padres espiritanos assumiram a missão e enviaram dois missionários ao território em 1864. As irmãs de São José de Cluny chegaram pouco tempo depois. A missão teve um progresso modesto, mas constante. Em meados do século XX, a missão católica passou a se concentrar na educação, apoiada pelo governo britânico. Uma hierarquia foi criada em 1964, quando ainda não havia padres nativos. A Diocese de Makeni foi confiada aos xaverianos de Parma.
Embora a liberdade religiosa fosse garantida pela Constituição promulgada em 1º de outubro de 1991, ocorreu uma reviravolta após um golpe militar, que tomou o controle do governo, levando o país a uma longa guerra civil, e os missionários católicos se tornaram alvo de sequestradores e outros tipos de violências. Em janeiro de 1999, cinco meses antes de um acordo de paz ser alcançado entre o governo e os líderes rebeldes, o arcebispo de Freetown, Joseph Ganda, foi alvo de um ataque rebelde, embora tenha conseguido escapar. Os líderes católicos continuaram ativos nos esforços para libertar reféns e orquestrar uma paz duradoura na região, e juntaram-se à Caritas Internacional nos esforços dessa organização para trazer de volta às suas casas os 330.000 refugiados que fugiram do país. Três mil rebeldes entregaram suas armas ao governo em junho de 2001, sinalizando o potencial para uma paz duradoura em Serra Leoa.

## Atualmente
Em 2000, havia em Serra Leoa 37 paróquias atendidas por 52 padres diocesanos e 70 religiosos. Outros religiosos incluíam aproximadamente 40 irmãos e 60 irmãs, que administravam as 386 escolas primárias e 48 secundárias em todo o território serra-leonês.
Serra Leoa é um dos países mais pobres do mundo, e a situação piorou com a epidemia devastadora de ebola em 2014 e 2015, que tirou muitas vidas. Em uma nota pastoral, os bispos do país disseram: "As nossas diferenças étnicas, culturais e religiosas foram postas de lado para alcançarmos um bem maior". A situação tomou tais proporções, que os católicos se uniram aos muçulmanos para ajudar no combate ao vírus, focando principalmente em informações de medidas de prevenção. Os salesianos iniciaram a construção de um centro de acolhida para crianças que ficaram órfãs por causa do vírus. Se contados os países onde a epidemia de ebola perdeu o controle, a Igreja contabilizou um total de 12 mil missionários, que lutaram conta os efeitos da enfermidade. No início de janeiro de 2015, o Vaticano anunciou a doação de 3 milhões de euros para combater o alastramento da doença, doados principalmente para as instituições católicas da Guiné, Libéria e Serra Leoa. O Pontifício Conselho Justiça e Paz afirmou que a igreja local faria seu possível para ajudar nesta situação, e lançou um documento coordenando as ações eclesiais:
| “ | A Igreja está presente nas comunidades locais, permanece no território e não vai embora. As pessoas dirigem-se ao Senhor nos momentos de medo e de necessidade. A Igreja está sempre no meio delas, testemunha visível da presença de Jesus Cristo. Sobretudo nos momentos de adversidade. [...]. A Igreja está grata à comunidade internacional pelos esforços envidados. Governos e sociedade mobilizaram grandes recursos que se acrescentaram aos dos países fortemente atingidos pela epidemia. Graças a estes esforços, foram oferecidos instrumentos diagnósticos, unidades especializadas no tratamento do ébola para quem já foi contagiado pela doença, pesquisa de fármacos eficazes e de vacinas para prevenir uma futura explosão desta epidemia. | ” |
|   | — Papa Francisco. |   |

Em uma outra carta pastoral lançada em 11 de julho de 2017, antes das eleições parlamentares e presidenciais de 7 de março de 2018, os bispos apelaram para que os partidos políticos e os candidatos "respeitassem o processo eleitoral, preservassem a paz, defendessem o interesse do povo da Serra Leoa e se vissem a si próprios nesta eleição pluralista como concorrentes e não adversários”. Sacerdotes, religiosos e fiéis leigos foram chamados a "promover um espírito de unidade, reconciliação, tolerância e paz nos seus sermões, homilias, conferências e compromissos pastorais". Ao final da votação, que deu vitória a Julius Maada Bio, o bispo de Bo e presidente da Conferência Interterritorial do Bispos Católicos da Gâmbia e de Serra Leoa, Dom Charles Allieu Matthew Campbell, pediu melhorias no sistema público de saúde, que havia enfrentado dificuldades durante a epidemia de ebola, e mais colaboração do governo no sistema educacional, já que boa pare das escolas do país é gerenciada pela Igreja Católica.
Até à data do relatório de 2018 da Fundação ACN, que afirma que o país "tem sido poupada em termos de violência com motivos religiosos, mas o novo aumento da pobreza na sequência da epidemia do ebola torna o país particularmente suscetível ao extremismo violento". Sobre as relações inter-religiosas com o islamismo, o bispo Charles Campbell afirmou: "Estamos felizes de constatar que neste momento prevalece uma forte tolerância religiosa no nosso País que favorece o diálogo inter-religioso e a colaboração entre cristãos e muçulmanos". No entanto, a Igreja exprime preocupação com "a difusão da sociedade Tablighi Jamaat, que prega uma forma de Islã diferente daquilo que conhecemos": "Os seus pregadores – conclui ele – vindos do exterior, estão recrutando jovens muçulmanos locais, graças também a uma certa disponibilidade de dinheiro, para doutriná-los a uma visão intolerante e extremista da sua fé".

## Organização territorial
O catolicismo está presente no país com uma arquidiocese e mais três dioceses, todas listadas abaixo.
| Circunscrições eclesiásticas católicas de Serra Leoa | Circunscrições eclesiásticas católicas de Serra Leoa | Circunscrições eclesiásticas católicas de Serra Leoa | Circunscrições eclesiásticas católicas de Serra Leoa |
| Circunscrição                                        | Ano de ereção                                        | Catedral                                             | Ref.                                                 |
| ---------------------------------------------------- | ---------------------------------------------------- | ---------------------------------------------------- | ---------------------------------------------------- |
| Arquidiocese de Freetown                             | 1858                                                 | Catedral do Sagrado Coração                          | [ 15 ]                                               |
| Diocese de Bo                                        | 2011                                                 | Catedral do Imaculado Coração de Maria               | [ 16 ]                                               |
| Diocese de Kenema                                    | 1970                                                 | Catedral de São Paulo                                | [ 17 ]                                               |
| Diocese de Makeni                                    | 1952                                                 | Catedral de Nossa Senhora de Fátima                  | [ 18 ]                                               |

Em 15 de janeiro de 2011, o Papa Bento XVI criou a Diocese de Bo, desmembrada da Arquidiocese de Freetown and Bo, e nomeou como primeiro bispo de Bo, o reverendo Charles Allieu Matthew Campbell. Quando a hierarquia católica do país foi estabelecida, a primeira diocese, que nasceu em 18 de abril de 1950, trazia o nome das duas capitais da época: "Diocese de Freetown e Bo". Freetown era de fato a capital da Colônia e Bo a do Protetorado Britânico, compreendendo assim todo o território de Serra Leoa. Em 19 de julho de 1952, a Santa Sé desmembrou desta primeira diocese, a Província do Norte para formar a Prefeitura Apostólica de Makeni, que foi confiada aos xaverianos, recentemente chegados. Depois de dez anos, em 24 de fevereiro de 1962, Makeni foi elevada a diocese, tendo como líder Dom Augusto F. Azzolini. Em 11 de novembro de 1970, a Diocese de Freetown e Bo foi elevada a Arquidiocese Metropolitana, perdendo parte do território para criar a Diocese de Kenema. O espiritano Dom Thomas Joseph Brosnahan foi promovida a arcebispo de Freetown e Bo, e o padre Joseph Henry Ganda, foi o primeiro bispo de Kenema. Por último, a Diocese de Freetown e Bo, que cobrira a província do sul e os territórios da península de Freetown, foi novamente dividida para criar a Diocese de Bo, que inclui os territórios da Província do Sul. A Arquidiocese de Freetown continua sendo o território da ex-colônia britânica: a Península de Freetown e da Ilha Sherbro.

## Conferência Episcopal
A reunião dos bispos de Serra Leoa e da Gâmbia forma a chamada Conferência Interterritorial do Bispos Católicos da Gâmbia e de Serra Leoa, que foi criada em 1971.

## Nunciatura Apostólica
A Delegação Apostólica de Serra Leoa foi criada em 25 de agosto de 1979, e foi elevada a nunciatura apostólica em 1996. As relações diplomáticas com a Santa Sé foram estabelecidas em 1996.